# 浮山县
浮山县位于中国山西省南部、太岳山西、临汾盆地东，是临汾市所辖的一个县。面积940平方公里，县人民政府驻天坛镇天壇路153號。

## 历史
相传临汾东南有山，尧舜时，洪水横流，其山随水高低，其形若浮，故名浮山。唐朝武德二年置浮山县，已有1300多年的历史。

## 人口
根據第七次人口普查數據，截至2020年11月1日零時，浮山縣常住人口為98833人。

## 行政区划
浮山县下辖4个镇、3个乡：
天坛镇、响水河镇、张庄镇、北王镇、东张乡、槐埝乡和寨圪塔乡。

## 交通
- 铁路：瓦日铁路浮山站
- 公路：浮临高速， 241国道过境。